# Memòria associativa
La memòria associativa és l'emmagatzematge i recuperació d'informació per associació amb altres informacions. Un dispositiu d'emmagatzematge d'informació s'anomena memòria associativa si permet recuperar informació a partir del coneixement parcial del seu contingut, sense saber la seva localització d'emmagatzematge. A vegades també se l'anomena memòria d'adreçament per contingut. Els ordinadors tradicionals no fan servir aquest adreçament, es basen en el coneixement exacte de l'adreça de memòria en què es troba la informació.
Les memòries associatives són una de les xarxes neuronals artificials més importants amb un ampli rang d'aplicacions en àrees com ara: memòries d'accés per contingut, identificació de patrons i control intel·ligent.
Una memòria associativa pot emmagatzemar informació i recuperar-la quan sigui necessari, és a dir, una xarxa retroalimentada; la sortida s'utilitza repetidament com una nova entrada fins que el procés convergeix. Pot recuperar aquesta informació basant-se en el coneixement de part d'aquesta (clau). El patró clau pot ser una versió amb soroll d'un patró memoritzat, és a dir, que difereix d'aquest en pocs components. La memòria humana recorda una persona encara que vagi vestida de manera diferent o porti ulleres.

## Tipus
- Memòries heteroassociatives: estableixen una correspondència de x (vector d'entrada) en i (vector de sortida), de diferent dimensió. Aquests patrons es diuen memòries principals o de referència.
- Memòries autoassociatives: estableixen la mateixa correspondència que la memòria heteroassociativa però sent els patrons d'entrada i de sortida d'aquests.